# Pterygium-Syndrom
Mit Pterygium-Syndrom werden angeborene Erkrankungen mit einer Kombination von  einem  Flügelfell (Pterygium) mit weiteren Fehlbildungen bezeichnet. Liegen mehrere Pterygien vor, spricht man vom Multiplen Pterygium-Syndrom.
Zum Pterygium-Syndrom werden gezählt:
- Pterygium conjunctivae, eine  gefäßhaltige Gewebswucherung der Bindehaut
- Popliteales Pterygiumsyndrom mit Verwachsung in der Kniekehle
- Antekubitales Pterygiumsyndrom mit Verwachsung am Ellbogengelenk, Häufigkeit unter 1 zu 1.000.000, autosomal-dominanter Erbgang[1][2]
- Dinno-Syndrom (Kontrakturen-Pterygium colli-Mikrognathie-hypoplastische Mamillen-Syndrom), Häufigkeit unter 1 zu 1.000.000[3]